# Rubikon
Der Rubikon (lateinisch Rubicon oder Rubico, italienisch Rubicone) ist ein Fluss in Norditalien. In der Antike war ein Fluss dieses Namens Grenzfluss innerhalb des Römischen Reiches; dies ist der Hintergrund einer bekannten Redensart. Seit 1933 trägt diesen Namen ein kleiner Fluss, der südlich von Ravenna in die Adria mündet; seine Identität mit dem antiken Rubikon ist nicht abschließend gesichert.

## Historische Bedeutung
Historisch war der Rubikon ein Grenzfluss zwischen der römischen Provinz Gallia cisalpina und dem eigentlichen Italien.
Bekannt wurde der Rubikon durch den römischen Bürgerkrieg, den Gaius Iulius Caesar ab 49 v. Chr. gegen Gnaeus Pompeius Magnus führte. Der Römische Senat beschloss am 7. Januar 49 v. Chr., dass Gaius Iulius Caesar sein Heer entlassen und sein Imperium, d. h. seine Befehlsgewalt über Gallien und Illyrien, niederlegen müsse, ehe er erneut für das Konsulat kandidieren dürfe. Daraufhin überschritt Caesar am 10. Januar 49 v. Chr. mit seinen Truppen den Rubikon. Die bewaffnete Überquerung des Flusses in Richtung Süden – und damit in Richtung Rom – war gleichbedeutend mit einer Kriegserklärung an den Römischen Senat. Caesar war sich bewusst, dass es ab diesem Punkt kein Zurück mehr gab, was er in dem berühmten griechischen Zitat „ἀνερρίφθω κύβος“ (wörtlich: „Hochgeworfen sei der Würfel“, lateinisch sinngemäß: alea iacta est) zum Ausdruck brachte.

## Geographie
Die Lokalisierung des antiken Rubikon ist bis heute nicht abschließend geklärt. Der moderne Rubicone verdankt seinen Namen einer Festlegung durch Benito Mussolini per Dekret vom 4. August 1933. Mussolini hatte in der Nähe des Städtchens Savignano di Romagna  (heute: Savignano sul Rubicone) eine Strandvilla und der örtliche Bürgermeister konnte ihn davon überzeugen, dass der örtliche Fluss Fiumicino der sei, den Caesar seinerzeit überquerte. Die Angaben auf einem römischen Meilenstein legen diesen Schluss nahe. Hinweise auf die Darstellung auf der Tabula Peutingeriana sind aber nicht eindeutig und werden von Lokalhistorikern in anderen Orten der Gegend in Zweifel gezogen. So nehmen die Einwohner von Santarcangelo di Romagna für ihren Fluss Uso in Anspruch, der „wahre“ Rubicon zu sein. Andere verlegen ihn zu dem 15 Kilometer entfernten Ort Calisese, dessen Ortsname sich angeblich aus Latein callis („Pfad“) und Caesar zusammensetzt, also „Caesars Pfad“.
Der ehemals Fiumicino genannte Fluss entspringt westlich unterhalb von Sogliano al Rubicone in den mittleren Höhenlagen der Apenninen. Er fließt dann durch den südlichen Teil der Emilia-Romagna an Savignano sul Rubicone vorbei und mündet zwischen den Ortsteilen Gatteo a Mare von Gatteo und Savignano Mare von Savignano sul Rubicone in die Adria. Die Länge von der Quelle bis zur Mündung beträgt etwa 40 km.

## Rubikon als Metapher
Abgeleitet von der Episode um Caesar, steht der Ausdruck „den Rubikon überschreiten“ noch heute dafür, sich unwiderruflich auf eine riskante Handlung einzulassen. Er stand Pate für ein psychologisches Handlungsmodell, das Rubikonmodell der Handlungsphasen in der Motivationstheorie von Heinz Heckhausen.
Eine bekannte Verwendung dieser Metapher erfolgte in der als Rubikon-Rede bekanntgewordenen Ansprache, die der damalige südafrikanische Staatspräsident Pieter Willem Botha im August 1985 hielt.